# 雷巴利斯凱 (波爾塔瓦州)
49°54′17″N 33°32′12″E / 49.90472°N 33.53667°E
雷巴利斯凯（烏克蘭語：Рибальське），是烏克蘭的村落，位於該國中部波爾塔瓦州，由米爾霍羅德區米尔霍罗德市镇負責管轄，處於霍羅爾河左岸，距離哈爾庫申齊和彼得里夫齊1公里，2001年人口161。